# Louis Villinger
Louis Villinger (geboren 1982 in München) ist ein deutscher Theaterregisseur.

## Leben
Louis Villinger nahm zunächst Schauspielunterricht und entwickelte erste Inszenierungen in der freien Theaterszene und mit dem Jugendclub der Staatstheater in München. Von 2005 bis 2009 studierte er Regie an der Bayerischen Theaterakademie August Everding in München. Dort wurde er u. a. von Cornel Franz, Gerda Marco, Matthias Günther, Peter Heilker, Laura Olivi und Klaus Zehelein, Nicola Hümpel, Sir Peter Jonas, Peter Konwitschny und Hans Neuenfels unterrichtet. Während und nach der Ausbildung hospitierte und assistierte er an der Bayerischen Staatsoper, den Münchner Kammerspielen und dem JES Stuttgart und arbeitete dort mit Christof Loy und Andreas Kriegenburg zusammen.
Seit 2010 arbeitet er als Regisseur unter anderem am Prinzregententheater München, Theater Altenburg und Gera, Theater Ansbach, Stadttheater Neuburg, Theaterhaus Berlin und Theater der Altmark Stendal.
Am Theater Ansbach führte er unter anderem Regie bei Biedermann und die Brandstifter (2019) von Max Frisch und Die Physiker von Friedrich Dürrenmatt (2020).
Am Theater der Altmark arbeitete er regelmäßig und inszenierte seit 2013 über zwanzig Produktionen für den Abendspielplan, aber auch für die Bürgerbühne am Theater der Altmark, deren Mitbegründer er ist. 2022 inszenierte er dort Als ich mit Hitler Schnapskirschen aß nach dem Roman von Manja Präkels. Diese Arbeit wurde in der Kategorie Inszenierung Schauspiel für den Deutschen Theaterpreis DER FAUST 2022 vorgeschlagen.
Louis Villingers Inszenierungen wurden zu Versionale – Internationales Festival für Theaterregie, den Deutschen Landesbühnentagen und zum Festival Los Desastres de la Guerra nach Havanna eingeladen.
Neben seiner Arbeit mit professionellen Ensembles leitet Louis Villinger auch verschiedene interkulturelle und inklusive Projekte mit nicht ausgebildeten Darstellenden.
Louis Villinger ist als Dozent für Schauspiel und Regie tätig. Seit 2010 hat er einen Lehrauftrag an der Sommerakademie Neuburg inne. Für das Artemis Schauspielstudio arbeitet er seit 2021 als Dozent an den Standorten München und Essen.

## Auszeichnungen
- 2023: Anerkennungspreis Kinder- und Jugendkulturpreis des Landes Sachsen-Anhalt für die Inszenierung Concord Floral[9]
- 2021: Kinder- und Jugendkulturpreis des Landes Sachsen-Anhalt für die Inszenierung Wegklatschen. Applaus für Bonnie und Clyde[10]
- 2021: 1. Preis der Jury beim re-flect Festival Sachsen-Anhalt für die Inszenierung Wegklatschen. Applaus für Bonnie und Clyde[1]
- 2019: Theaterpreis des Fördervereins des Theaters der Altmark für das Ensemble und die Inszenierung von Punk Rock[11]
- 2018: Theaterpreis des Fördervereins des Theaters der Altmark in der Kategorie Regie für die Inszenierung Verbrennungen[11]
- 2018: Auszeichnung beim re-flect Festival Sachsen-Anhalt für was passiert[12]
- 2017: Theaterpreis des Fördervereins des Theaters der Altmark in der Kategorie Regie für die Inszenierung Supergute Tage oder Die sonderbare Welt des Christopher Boone[11]
- 2015: Gemeinsam mit dem Theater der Altmark mit dem Theaterpreis des Bundes. Beispielgebend für die Jury war Louis Villingers Inszenierung FamilienBande[13]
- 2016: 1. Preis der Jury beim re-flect Festival Sachsen-Anhalt für die Inszenierung BeziehungsWeise[12]
- 2015: Theaterpreis des Fördervereins des Theaters der Altmark in der Kategorie Regie für die Inszenierung Die Leiden des jungen Werther[11][14]
- 2013: 1. Preis der Jury beim re-flect Festival Sachsen-Anhalt für die Inszenierung Emil’s Einkauf[12]

## Inszenierungen (Auswahl)
Quelle: Louis Villinger
- 2024: Hamburg 1401 von Nilu Rachnamoon, Cordula Jung, Anna Hick und Louis Villinger, Störtebeker Festspiele[16][17][18]
- 2024: Maria Stuart von Friedrich Schiller, Theater Altenburg Gera[19]
- 2023: Gotland unter Feuer von Anna Hick, Störtebeker Festspiele[20]
- 2022: Foxfinder von Dawn King, Theater und Orchester Thüringen / Theater Altenburg Gera (2022), Eingeladen zum Sibiu International Theatre Festival (FITS)
- 2022: Das kalte Herz nach Wilhelm Hauff, Stadttheater Neuburg
- 2021: Der kleine Prinz nach Antoine de Saint-Exupéry, Stadttheater Neuburg
- 2021: Hedwig and The Angry Inch von John Cameron Mitchell und Stephen Trask, Theater Altenburg Gera[21]
- 2021: Fräulein Smillas Gespür für Schnee nach dem Roman von Peter Høeg, Theater der Altmark
- 2020: Die Physiker von Friedrich Dürrenmatt, Theater Ansbach
- 2019: Patricks Trick von Kristo Šagor, Theater der Altmark
- 2019: Thimm Thaler oder Das verkaufte Lachen nach James Krüss, Stadttheater Neuburg
- 2019: Biedermann und die Brandstifter von Max Frisch, Theater Ansbach
- 2018: Jenseits der blauen Grenze nach dem Roman von Dorit Linke, Theater der Altmark
- 2018: Ronja Räubertochter nach Astrid Lindgren, Stadttheater Neuburg
- 2017: mid.summer.night nach William Shakespeare Sommerakademie, Stadttheater Neuburg
- 2017: GlückWunsch inklusive Stückentwicklung, Bürgerbühne am Theater der Altmark
- 2017: Cyrano nach Edmond Rostand Theater Ansbach
- 2017: Monster von David Greig, Bürgerbühne, Theater der Altmark, Stendal
- 2016: The Weight Of Water (englischsprachige Erstaufführung) nach dem Roman von Sarah Crossan, für die Bühne bearbeitet von Cordula Jung und Louis Villinger, Theater der Altmark, Stendal
- 2016: BeziehungsWeise inklusive Stückentwicklung, Bürgerbühne, Theater der Altmark
- 2019: DNA von Dennis Kelly, Bürgerbühne, Theater der Altmark, Stendal
- 2015: Saturn kehrt zurück von Noah Haidle, Theater der Altmark, Stendal (2015) nominiert für den Regiepreis, Stendaler Theaterpreis
- 2015: FamilienBande inklusive Stückentwicklung, Bürgerbühne, Theater der Altmark
- 2015: Das Dschungelbuch nach Rudyard Kipling, Stadttheater Neuburg
- 2015: Super, Family! Stückentwicklung im Rahmen von „Wege ins Theater“ (gefördert durch die ASSITEJ und das Bundesministerium für Bildung und Forschung), Bürgerbühne, Theater der Altmark und Kunstplatte Stendal
- 2014: Benefiz – Jeder rettet einen Afrikaner von Ingrid Lausund, Theater der Altmark, Stendal (2014), Eingeladen zu den 16. deutschen Landesbühnentagen
- 2014: Momo nach Michael Ende, Stadttheater Neuburg
- 2014: An der Arche um acht von Ulrich Hub, KULTURmobil, Kulturreferat Niederbayern
- 2014: Glücksritter – Experiment am kalten Herzen Stückentwicklung, Bürgerbühne am Theater der Altmark, Stendal
- 2013: Deutschland. Ein Wintermärchen nach Heinrich Heine, Theater der Altmark, Stendal
- 2013: Emil’s Einkauf Stückentwicklung mit Menschen mit Behinderung, Bürgerbühne, Theater der Altmark, Stendal
- 2013: Farm der Tiere nach George Orwell, Sommerakademie, Stadttheater Neuburg
- 2013: Gretchen 89ff. von Lutz Hübner, Theater der Altmark, Stendal
- 2012: Figaros Hochzeit oder der tolle Tag nach Pierre-Augustin Caron de Beaumarchais, Tuchfabrik Trier, Theaterhaus Berlin-Mitte, versionale – internationales Festival für Theaterregie
- 2012: Krabat nach der sorbischen Volkssage und Motiven von Otfried Preußler, Stadttheater Neuburg
- 2011: Alice im Wunderland nach Lewis Carroll mit Texten von Roland Schimmelpfennig, Stadttheater Neuburg
- 2010 König Ubu nach Texten von Alfred Jarry und Heiner Müller, Theater Neuburg
- 2009: Kommt ein Mann zur Welt von Martin Heckmanns, Diplominszenierung, Akademietheater im Prinzregententheater München
- 2008: Feelgood von Alistair Beaton, Akademiestudio München
- 2008: Maß der Dinge, Video-Installation für das gleichnamige Theaterstück, Metropoltheater München (2008)
- 2007: Blaubart – Hoffnung der Frauen von Dea Loher, Akademietheater München
- 2004: Addicted, Kurzfilm
- 2003: A Clockwork Orange von Anthony Burgess, Jugendclub der Bayerischen Staatstheater, Lichthof des Prinzregententheaters München